# Kenneth Koch
Kenneth Koch (ur. 27 lutego 1925; zm. 6 lipca 2002) – amerykański poeta, dramaturg, profesor. Był prominentnym członkiem szkoły nowojorskiej w poezji, obok m.in. Franka O’Hary i Johna Ashbery'ego.

## Życiorys
Urodził się jako Jay Kenneth Koch w Cincinnati w stanie Ohio. Będąc nastolatkiem poznał twórczość Shelleya i Keatsa, wcześnie zaczął tworzyć poezję. Jako osiemnastolatek służył podczas II wojny światowej w amerykańskiej piechocie na Filipinach.
Po wojnie wstąpił na Uniwersytet Harvarda, gdzie jednym z jego wykładowców był poeta i prozaik Delmore Schwartz. Tam poznał m.in. Johna Ashbery'ego, który wywarł na jego twórczość znaczący wpływ. Koch wraz z Ashberym byli – obok Franka O’Hary i Jamesa Schuylera – filarami tzw. szkoły nowojorskiej w poezji. Po ukończeniu Harvardu w 1948 Koch wyjechał do Nowego Jorku, gdzie kontynuował edukację i obronił doktorat na Uniwersytecie Columbia.
W 1951 spotkał na Uniwersytecie Stanowym Kalifornii w Berkeley (UC Berkeley) pierwszą żonę Janice Elwood. Pobrali się w 1954 i przez ponad rok mieszkali we Francji i Włoszech (Koch uzyskał na te podróże stypendium Fulbrighta). Ich córka Katherine urodziła się w 1955 w Rzymie. W 1959 został zatrudniony na wydziale anglistyki i literatury porównawczej Uniwersytetu Columbia, gdzie wykładał przez ponad 40 lat, m.in. w szkole twórczego pisania. W latach 1960–1962 był redaktorem legendarnego pisma „Locus Solus”. W 1962 Koch przebywał na stypendium w Wagner College, jako pisarz-rezydent (ang. writer in residence).
Jego pierwsza żona zmarła w 1981, Koch ożenił się po raz drugi w 1994 z Karen Culler. W 1996 Kenneth Koch został członkiem elitarnej Amerykańskiej Akademii Sztuki i Literatury. Zmarł w 2002 po ciężkiej walce z białaczką.
Jako student Harvardu Koch zdobył w 1948 prestiżową Nagrodę Poetycką Glascock.

## Wybrana bibliografia (ang.)
- Poems (1953)
- Ko: or, A Season on Earth (1959)
- Permanently (1961)
- Thank You and Other Poems (1962)
- Bertha, & other plays (1966)
- Poems from 1952 and 1953 (1968)
- Sleeping with Women (1969)
- The Pleasures of Peace and Other Poems (1969)
- When the Sun Tries to Go On (1969)
- Wishes, Lies, and Dreams: Teaching Children to Write Poetry (1970)
- A Change of Hearts: Plays, Films, and Other Dramatic Works 1951–1971 (1973)
- Rose, Where Did You Get That Red? Teaching Great Poetry to Children (1973)
- The Art of Love: Poems (1975)
- The Red Robins (1975, novel)
- The Duplications (1977)
- I Never Told Anybody: Teaching Poetry Writing in a Nursing Home (1977)
- From the Air (1979)
- The Burning Mystery of Anna in 1951 (1979)
- Days and Nights (1982)
- On the Edge (1986)
- Seasons on Earth (1987)
- One Thousand Avant-Garde Plays (1988)
- Hotel Lambosa (1988)
- Selected Poems 1950–82 (1991)
- Hotel Lambosa (1993)
- On the Great Atlantic Rainway: Selected Poems 1950–1988 (1994)
- One Train (1994)
- The Gold Standard (1996)
- Straits (1998)
- Making Your Own Days: The Pleasures of Reading and Writing Poetry (1998)
- New Addresses (2000)

### Przekłady na j. polski
W Polsce twórczość Kocha ukazywała się m.in. kilkakrotnie na łamach Literatury na Świecie:
- LnŚ nr 7/1986 (tzw. niebieski numer, zredagowany i przetłum. głównie przez P. Sommera);
- LnŚ nr 10-11/2000 (351-352); Sześć sztuk awangardowych, przeł. P. Sommer) oraz w dwóch antologiach poezji amerykańskiej:
- Od Walta Whitmana do Boba Dylana: Antologia poezji amerykańskiej, Kraków 1998, wybrał i przeł. S. Barańczak;
- O krok od nich: Przekłady z poezji amerykańskiej, Wrocław 2006, wybrał i przeł. P. Sommer;
- Tysiąc sztuk awangardowych, wybór, przekład i opracowanie Piotr Sommer, WBPiCAK, Poznań, 2019.